# Ponciano
Ponciano (* Roma, ¿?-† Cerdeña,  19 de noviembre de 235) fue el 18.º papa de la Iglesia católica entre el 21 de julio de 230 y el 28 de septiembre de 235.
Ponciano no permaneció en la silla de San Pedro hasta su fallecimiento, ya que renunció, siendo el primer obispo de  Roma en la historia de la Iglesia cuya renuncia está totalmente confirmada por documentos históricos.
Procedió a confirmar la condena que Demetrio de Alejandría lanzó sobre los textos de Orígenes sobre la Resurrección y ordenó el canto de los Salmos en las iglesias y la recitación del Confiteor antes de morir y el uso del saludo Dóminus vobiscum (‘El Señor esté con vosotros’).
Al igual que sus antecesores, se enfrentó al antipapa Hipólito que mantuvo el cisma que había iniciado al negarse a reconocer a Ponciano como obispo legítimo.  Ponciano formaba parte de los amigos del emperador Alejandro Severo, cuya destitución, muerte y la consiguiente subida al trono del imperio de Maximino el Tracio, reactivó las persecuciones contra los cristianos y provocó que tanto Ponciano como Hipólito fueran deportados a las minas de sal de Cerdeña donde lograron reconciliar sus posturas, poniendo fin al primer cisma que había sufrido la Iglesia al renunciar ambos, con lo cual fue posible la elección de Antero.
Poco después de la renuncia, Ponciano e Hipólito fueron martirizados. Tiempo después, por mandato del papa Fabián sus cuerpos fueron trasladados a Roma y Ponciano fue inhumado en las Catacumbas de San Calixto un 13 de agosto, día en que se celebra la fiesta de ambos por indicación del papa Pablo VI.
De su tiempo es la virgen y mártir santa Cecilia, patrona de la música.  Bajo el pontificado de Ponciano, Valeriano (quien se cree que era el mismo Valeriano, esposo de santa Cecilia) se convirtió al cristianismo y fue martirizado.